# جنگو (جیرفت)
جنگو (جیرفت)، روستایی از توابع بخش جبالبارز شهرستان جیرفت در استان کرمان ایران است. این روستا زیرمجموعه دهستان رضوان محسوب می شود.

## جمعیت
براساس سرشماری مرکز آمار ایران در سال ۱۳۸۵، جمعیت آن زیر سه خانوار بوده‌است. در سرشماری عمومی نفوس و مسکن (۱۳۹۵)، این روستا خالی از سکنه بوده است. 